# マサチューセッツ州の歴史

マサチューセッツ州旗

マサチューセッツ州の歴史（マサチューセッツしゅうのれきし、英:History of Massachusetts）は、主に北アメリカ、現在のアメリカ合衆国マサチューセッツ州にヨーロッパ人が到来してからの歴史を扱う。イギリス人がこの地域を植民地化する前は、様々なインディアン部族が住んでいた。マサチューセッツ州は建国前から常に様々な面で時代のリーダー的な存在を続けてきた。マサチューセッツ州は地理的にも文化的にも単一の言葉では表されず、これが周辺の地域と区別できる要素となっている。

## 植民地化以前
ヨーロッパ人が入る前のマサチューセッツには様々なアルゴンキン語族のインディアンが住んでいた。マサチューセッツ湾の一帯にはマサチューセッツ族が居た。バーモントやニューハンプシャー境界近くおよびメリマック川渓谷は伝統的にペナクック族の本拠地であった。ケープコッド、ナンタケット、マーサズ・ヴィニヤードおよびマサチューセッツ南東部には、ピルグリム・ファーザーズが会ったワンパノアグ族が住んでいた。ケープコッド半島の先端には結束の固いノーセット族が居た。中央部およびコネチカット川渓谷は組織の緩やかなニプマック族が本拠としていた。マサチューセッツ州西部のバークシャー地区には、ポコムタック族とモヒカン族が住んでいた。ロードアイランドやコネチカットから溢れ出たナラガンセット族やモヘガン族もここに住んだ。
マサチューセッツ族を始め、ニューイングランドの海岸に住んだインディアンは全て、1614年のジョン・スミス船長の到着前後で、天然痘のためにその人口を大きく減らした。ヨーロッパ人が訪れた世界の遠隔地は全てそうだったが、インディアンには免疫力が無かった。

## ピルグリム・ファーザーズ、清教徒およびヤンキー 1620年-1629年

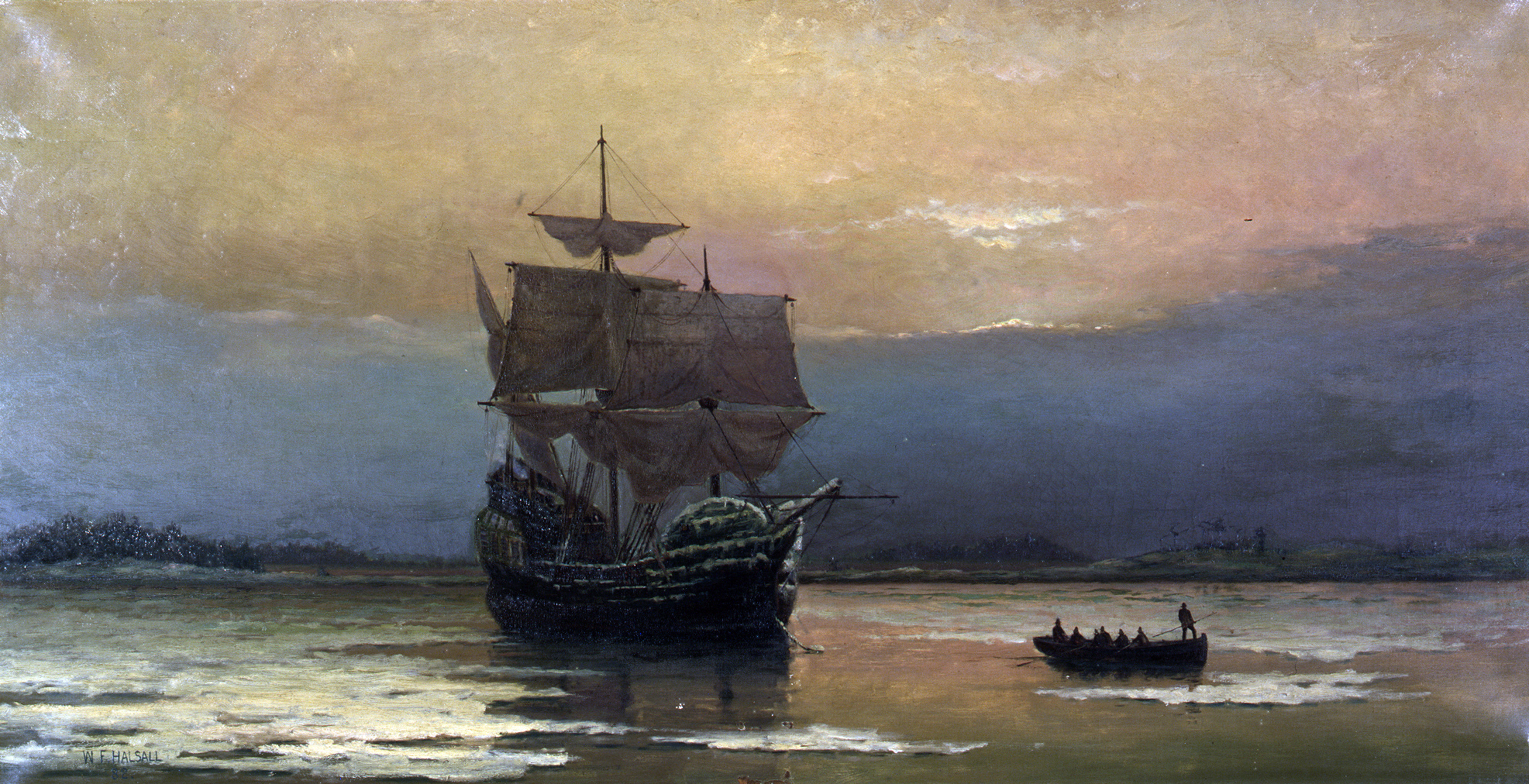
プリマス港のメイフラワー号

ピルグリム・ファーザーズはイギリスのハンバー地方を離れ、最初は現在のマサチューセッツ州プロビンスタウンに上陸した。彼らは1620年にメイフラワー号で海岸を探査した後に、プリマスに開拓地を創った。最初の仕事はメイフラワー・コンパクトと呼ばれる政府を作ることだった。彼らも天然痘の被害をひどく受けたが、困難に直面しているときにマサソイト酋長が率いるワンパノアグ族の助けを受けた。1621年、生き残った者達が神に感謝する最初の感謝祭を共に祝った。最初の1年間で約半数が生き残った。
イギリス人開拓者は手作りで小さな集落を造ったので、まだ現在のマサチューセッツ州は広く未開のままであった。開拓者の数はイギリス王チャールズ1世による迫害から逃れてきた清教徒で脹れ上がった。

## マサチューセッツ湾植民地時代 1629年-1686年
清教徒はイギリスでの迫害を逃れるために、新世界に向かう前にオランダに渡った。オランダで一度は受け入れられたが、50年以内に離れることになった。オランダ人の生活態度における自由主義と開放性は清教徒にとっては恐怖であった。オランダで育った子供は清教徒というよりもオランダ人になっていたので、清教徒は新世界に向かうことにした。
イギリスのテムズ川地域から来た清教徒はマサチューセッツ湾植民地を造った。この植民地が人口でも経済力でもプリマスを凌いだ。これにはボストンという良港があったことが大きく寄与していた。1642年にイギリスで清教徒革命が起こったとき、マサチューセッツ湾植民地は清教徒の強い地盤となった。
インディアンとの関係はこの頃も良好であった。1646年、長期議会によってジョン・エリオットにワンパノアグ族に布教する役割と資金が与えられた。エリオットは多くの者を改宗させることに成功した。植民地政府は改宗したインディアンの集落をボストンの周りに環状に造らせることで防衛的戦略にも利用した。改宗したインディアンは「祈るインディアン」と呼ばれた。彼らの集落としてネイティックが1651年に造られた。
清教徒は信仰的潔白さを保つためにマサチューセッツに来たのであり、他の宗教に対しては寛容ではなかった。ピルグリム・ファーザーズ、イギリス聖公会、クエーカー教徒など他の多くの宗派の者は不承不承ではあるが、しばらくは清教徒の社会に受け入れられた。その後クエーカーが禁止され、1660年には4名のクエーカー教徒がボストンコモンで絞首刑にされた（メアリ・ダイアーを参照）。アン・ハッチンソン、ロジャー・ウィリアムズおよびトマス・フッカーのような非国教徒は、清教徒が宗教的寛容さに欠けているためにマサチューセッツを離れた。ウィリアムズはロードアイランド植民地を、フッカーはコネチカット植民地をそれぞれ設立した。
民族間の対立は、初期植民地時代では最も血腥いインディアン戦争と言われるフィリップ王戦争(1675-76)に発展した。パイオニア渓谷やプリマス植民地で大きな軍事行動があった。1670年代初めに、マサチューセッツは一般的な植民地の習慣である奴隷制を採用した。これでは非白人奴隷に限って持つことが認められた。一廉の家ならば料理人か執事に一人以上の奴隷を所有することが流行になった。

## ニューイングランド王領 1686年-1692年
1685年、遠慮のないカトリック教徒ジェームズ2世が王位に就き、ニューイングランドのプロテスタント支配を含め、プロテスタント支配に影響を及ぼし始めた。1686年5月、マサチューセッツ湾植民地はその勅許が破棄され終息することになった。国王はジョセフ・ダドリーをニューイングランドの新しい職位である長官に指名した。ダドリーは後にニューハンプシャーとキングズプロビンス（現在のロードアイランド州の一部）でその権威を確立し、地位を維持したが、エドマンド・アンドロスが到着してニューイングランド王領の総督になって交代した。
ウィリアム3世とメアリ2世によってジェームズ2世が王位を逐われた後、植民地はアンドロスとその部下を追放した。アンドロスの地位にはサイモン・ブラッドストリートが継いで1692年まで続けた。この期間の1690年、植民地はウィリアム・フィップスの指揮でケベックに対する遠征軍を起こし結果は失敗した。この遠征はケベック市を奪った時に得られる利益を当てにした債権を発行して賄われた。ブラッドストリートは1691年にマサチューセッツ湾植民地とプリマス植民地を統合し、その後フィップスが新しい植民地勅許によって総督に指名された。フィップスは植民地をあるがままに統治した。セイラム魔女裁判の時も、彼の妻が告発された時のみ介入した。

## マサチューセッツ直轄植民地 1692年-1774年
マサチューセッツは1692年にニューイングランドでは最大の単一植民地となった。ここではアメリカの多くの制度や伝統が形作られた。南部の植民地とは異なり、散開した農園ではなく小さな町の周りに植民地が形成された。ピルグリム・ファーザーズはプリマス植民地を開拓し、清教徒はマサチューセッツ湾植民地のセイラムと後にボストンに動いた。清教徒は徐々に宗教的色彩が薄れ、ヤンキーとして知られるようになった。清教徒が造った会衆派教会は小さな町の多くで支配的であり続けた。植民地時代の終わり頃はバプテスト教会など他の宗派が出てきて、ボストンなど大きな町の上層階級は聖公会やユニテリアンに転向した。この植民地はメイン地区を含み、通常イギリス正規軍と共にフランスおよびインディアンとの幾つかの戦争を戦った。この戦争は国境地帯での残酷な戦いと、カナダ攻撃の成功という特徴がある。この時代の著名な総督は、トマス・ハッチンソン、ジョナサン・ベルチャー、フランシス・バーナードおよびトマス・ゲイジ将軍などである。ゲイジは英領マサチューセッツの最後の総督となった。

## アメリカ独立戦争でのマサチューセッツ 1760年代-1780年代
ボストンは1775年以前の10年間革命活動の中心であった。指導者であったサミュエル・アダムズ、ジョン・アダムズおよびジョン・ハンコックがその後の戦争の間も重要な役割を果たした。税関が暴徒に襲われた1768年以来イギリス正規軍2個連隊が市内に常駐し、増加する乱暴行為に備えた。
1770年3月5日、ボストンで数人のイギリス兵に対して投石が始まり、イギリス兵によって5人の男が射殺される事件になった。ボストン虐殺事件として知られている。この出来事で課税問題やイギリス軍が駐屯していることに対する民衆のイライラをさらに募らせることになった。
植民地の者が抗議した多くの税金に関わる法の一つが茶法であり、これは東インド会社以外から茶を購入することを禁じていた。1773年12月16日、東インド会社がボストンで茶を運んできた船から揚陸しようとしているときに、自由の息子達として知られる土地の男たちが夜にボートで忍び入り、海中に全ての茶を投げ込んだ。ボストン茶会事件として知られている。
この事件によって、イギリス本国政府はいわゆる「耐え難き諸法」を通過させて、マサチューセッツに厳しい処罰を課した。植民地の経済的活力源であるボストン港を封鎖し、自治権を排除した。ボストンの陥っている苦境とイギリスの専制的な支配が植民地中に大きな同情を呼び憤懣を強めることになった。住民の大半がイギリス当局に反抗する状況の中で、1775年4月18日、ボストンからコンコードの武器弾薬庫を破壊する目的で軍隊が派遣された。この行軍をポール・リビアが後世に名を残すことになった真夜中の騎乗で周辺に警告して回った。その翌日、有名な「一発の銃声が世界を変えた」と言われたレキシントン・コンコードの戦いが起こり、イギリス軍はレキシントンの民兵を撃退したものの、土地の者の反抗によってボストン市への撤退を余儀なくされた。ボストン市はすぐに植民地の民兵によって包囲された。イギリスの議会はこれに先立つ1775年2月9日、マサチューセッツが反逆を起こしていると宣言し、治安維持のために増援軍を送った。イギリス軍がチャールズタウン半島を抑えようとしたときに、バンカーヒルの戦いが起こった。イギリス軍は戦いには勝ったが損失も甚だしかった。その後間もなく、ジョージ・ワシントン将軍が植民地軍の指揮を執り、1776年春にドーチェスター高地に大砲を据えることで、イギリス軍をボストンから撤退させ、独立戦争中でのアメリカ軍の最初の偉大な勝利を得た。このことでマサチューセッツ内での戦闘は無くなったが、植民地海軍はイギリス艦隊に破れることになった。
これらの戦いの結果、アメリカ13植民地の独立の気運が高まり、1776年7月4日、アメリカ独立宣言がフィラデルフィアで発せられた。宣言に最初に署名したのは大陸会議議長でマサチューセッツ住人のジョン・ハンコックであった。その後間もなくボストンの議会議事堂のバルコニーから市民に向かって独立宣言が朗読された。

## 連邦主義者の時代 1780年-1815年
ジョン・アダムズを中心に起草されたマサチューセッツ憲法が憲法制定会議を通り、住民は1780年6月15日にこれを批准した。この時、ジョン・アダムズ、サミュエル・アダムズおよびジェイムズ・ボーディンが「1780年憲法の序文」に次のように記した。
我々マサチューセッツ市民は感謝の心で偉大な世界の創造者の善意を認め、神の摂理の中で慎重にまた平和に機会を与えられ、不正や暴力や驚愕も無く、原始の明白な厳粛なる盟約を誓う。新しい市民政府の憲法を作るにあたり、我々自身と子孫のために神の示すところに従い、マサチューセッツ憲法として権利の宣言と政府の構築に同意し規定し成立させるものである。
マサチューセッツは奴隷制を廃止する最初の州になった。新しい憲法では政治の場に宗教を介入させないこととしたが、教会を支持させるために地方税の納入を義務付けた。非会衆派教会に所属するものは自分の教会に税金を払った（どこの教会にも属さない者は会衆派教会に払った）。バプテスト指導者アイザック・バッカスこの条項に激しく抵抗し、人々は宗教を支援する財政的なことについては選択の自由があるべきであるとした。
1786年から1787年にかけてマサチューセッツ西部でシェイズの反乱と呼ばれる武装蜂起が起こった。この反乱はダニエル・シェイズが指導し、過酷な負債や税金に怒った小農が多く集まっていた。負債を払えない場合にはしばしば債務者刑務所に収監されることになった。反乱は1786年8月29日に始まった。私兵として徴募されたマサチューセッツ州民兵が1787年2月3日にシェイズの主力軍を破った。この蜂起に対する制度上の対応方法が無く、連合規約を再評価する必要性が高まって、1787年5月に始まったフィラデルフィア憲法制定会議への強い推進力となった。

## 産業化のリーダー 1815年-1860年
マサチューセッツは工作機械に精通することにより産業化において国および世界のリーダーとなった。ボストンの資本が多くの町に紡績工場を造った。新しい紡績の町としてローウェルとローレンスが創られた。紡績工場の所有者は短期間土地の農場の女性ローウェル・ガールズを使った後、アイルランド人やフランス人、カナダ人の労働者を雇った。移民の労働力は安月給で長時間働き、呼吸器系の病気や不安全な機械の事故で若くして亡くなった。この時期は子供も労働力として多く使われ、紡績工場に勤める家族はひどく貧乏であった。ローウェルは3万人の人口に30万個の紡績機と9千台の織機という町に成長した。紡績工場は高度に統合され中央制御された。巧妙な運河系統からの水力で機会が動かされた（蒸気機関はもう少し後である）。労働時間当たりの生産量は世界の繊維工業地帯の中でも最も効率的なものとなった。ウースターやスプリングフィールドといった工業都市は機械工業で世界のリーダーになった。ボストンには工場がなかったが、ニューイングランド全体の輸送中継基地として、また資本力、法律、医術、教養および出版の世界で国を引っ張っていく立場にありその重要性を増していった。
1820年3月15日、ミズーリ妥協の結果として、メイン地区が分離されアメリカ合衆国第23番目の州、メイン州が誕生した。
ニューヨーク市がエリー運河を開通・使用して西方の市場を席捲したことに刺激され、マサチューセッツは、丘が多くて運河ではうまくいかなかったこともあり、鉄道に転じた。1726年のグラニット鉄道は合衆国で最初の商業鉄道となった。1830年、議会は3つの新しい鉄道を認可した。ボストン＝ローウェル間、ボストン＝プロビデンス間および最も重要なボストン＝ウースター間であった。1833年さらにウースターからオールバニを経てエリー運河とつなぐ西部鉄道を認可した。この路線により西部の穀物がボストン港に流れ始めヨーロッパへ輸出された。
ホーレス・マンは州の教育体系を国のモデルに仕上げた。ダニエル・ウェブスターやチャールズ・サムナーといった政治的指導者と共にワシントンでその指標を作り上げた。会衆派教会の多くの活動家達と共に奴隷制度廃止運動も活発になった。ウィリアム・ロイド・ガリソンが傑出した論客であった。ただし、「コットン・ホイッグ」である紡績工場主は南部の綿花栽培者との取引上の強い絆に悪影響を及ぼすと苦情を言った。会衆派教会は田舎では支配的であったが、都市部ではその堅苦しいカルビン教義に対し、新しい宗教が置き換わった。1826年、ハリエット・ビーチャー・ストウは次のように記した。

マサチューセッツの教養ある者はすべてユニテリアンであった。ハーバード大学の全ての理事と教授はユニテリアンであった。富める上流階級はすべてユニテリアン教会に集まった。裁判所の判事はユニテリアンであり、ピルグリム・ファーザーズによって慎重に規定された教会組織特有の様相を無効化することで判決を下していた。

この時代の重要な作家や思想家の多くがマサチューセッツ出身であった。ヘンリー・デイヴィッド・ソローおよびラルフ・ワルド・エマーソンはアメリカの思想界に貢献したことで今日でも著名である。超越主義として知られる知的活動の一部として、人間にとって自然界の重要さを強調し、また奴隷制度廃止論にも貢献した。

## 南北戦争と金ピカの時代 1860年-1900年

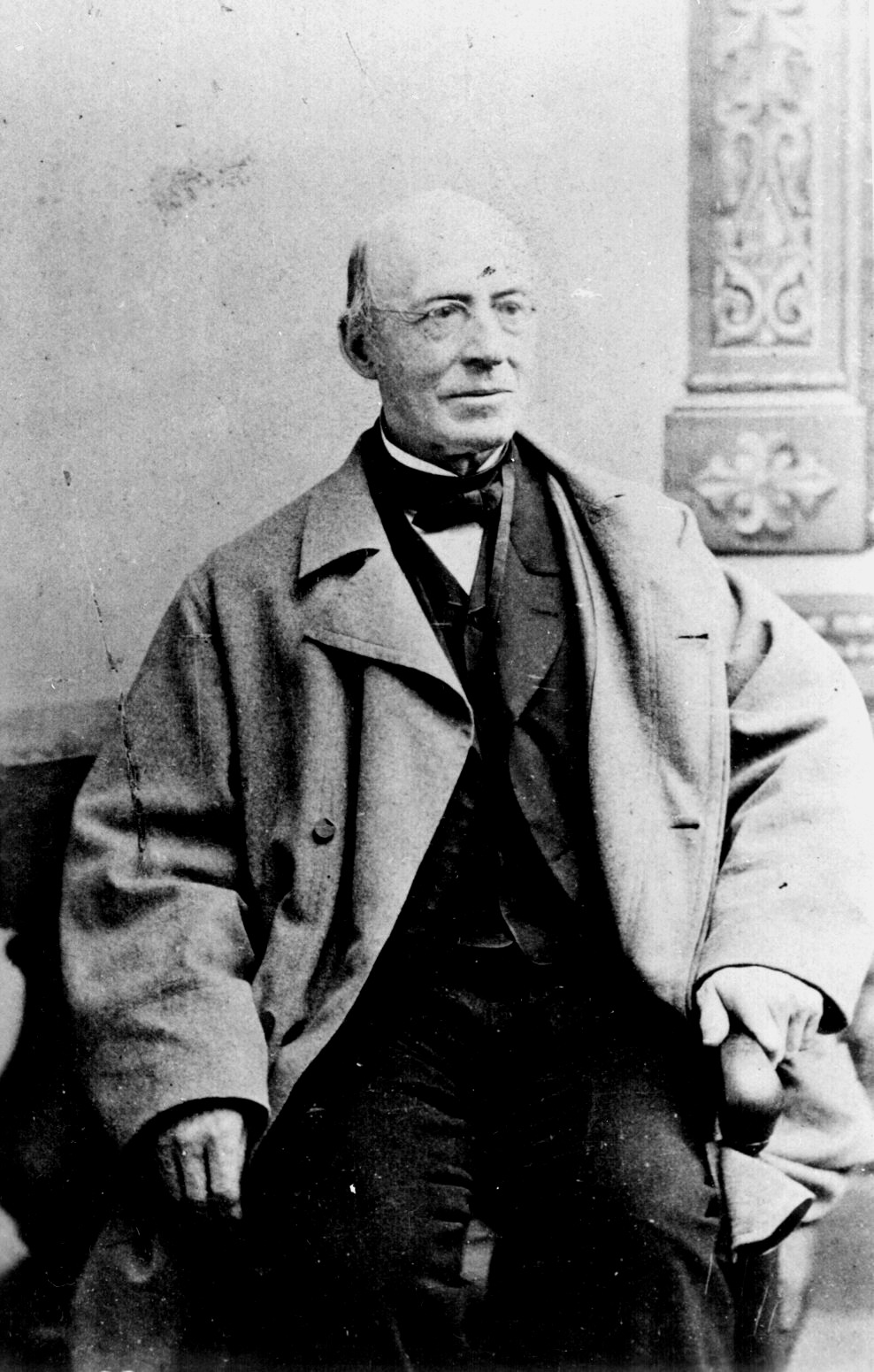
ウィリアム・ロイド・ガリソン

南北戦争に向かう時代、マサチューセッツは奴隷制度廃止運動の中心であった。顕著な廃止論者はウィリアム・ロイド・ガリソンとウェンデル・フィリップスであった。ガリソンは1832年にニューイングランド奴隷制度反対教会を設立し奴隷制度の認識を変えることに貢献した。この運動は奴隷制度問題に関する対立を増幅させた。この対立は1835年から1837年にかけてマサチューセッツで反廃止論者の暴動を呼んだ。廃止論者の働きは南北戦争の間マサチューセッツ州の採った行動に反映されることになった。
マサチューセッツは、エイブラハム・リンカーン大統領の徴兵呼びかけに最初に応えた州の一つであった。アフリカ系アメリカ人を徴兵し訓練し武装させて、白人士官の下に第54マサチューセッツ志願歩兵連隊を創り上げた。

## 繁栄の時代 1900年-1929年
マサチューセッツは強い産業経済と共に20世紀に入った。農業分野の発展は無かったものの、経済は1900年から1919年まで繁栄を極めた。州内の工場が紙から金属まで様々な製品を生産した。ボストンは1900年時点でも合衆国で2番目に重要な港であり、漁獲取扱量では一番の港であった。しかし、1908年までに市場競争によってその価値は急速に下がっていった。この期間は海外からの移民で人口は増加し、都市化が進み民族構成にも変化が見られた。
しかし、一つの工場が1つか2つの製品を作ることに頼っていた大規模産業に基づく経済に陰りが見え始めた。外国の低賃金労働による競争の激化や、後年の世界大恐慌などの要因もからみ、マサチューセッツの2つの主要用産業が崩壊した。製靴と繊維産業であった。1921年から1949年にかけて、これらの産業の失敗は大量の首切りと、かって産業の中心であった所の都心の荒廃に対する責任があるものとされた。

## 不況と戦争 1929年-1945年
合衆国が世界大恐慌に見舞われる前でさえも、マサチューセッツは経済問題を抱えていた。主要産業の崩壊は工業都市の人口を減少させた。ボストン都市圏は1920年から1950年にかけて合衆国で最も成長率の低い地域となった。しかし、州内の人口移動は世界大恐慌で変化させられた。経済的苦境の中で人々は職を求めてボストン都市圏に移動し、高い失業率と惨憺たる状況に直面することになるだけだった。この時代のボストンを支配していた不況下で、人種的な対立がギャングの戦争に発展し、特にアイルランド系とイタリア系の間の衝突が甚だしかった。
マサチューセッツはこの期間に階級闘争も経験した。ローレンスで1912年に起こったゼネストが一つの例である。破壊的な出来事が続く中で、紡績工場のほとんど全てが窮乏を支えるだけの賃金闘争の結果として閉鎖を余儀なくされた。労働条件と賃金の問題は州全体で議論されるべきものとされた。例えば、州議会が女性と子供は州50時間までしか働けないとした時、雇用者はそれに比例して給与を下げた。その結果、ローレンスのストライキ参加者の要求が容れられ昇給がなされた。
マサチューセッツの経済と社会の動揺の結果として、州として機能するあり方が変わり始めた。政治は、社会の様々な階層にいる者を昇格させること、少数民族を影響力あるポストに就けることで社会集団の中の安定性を高めることを奨励した。マサチューセッツの主要産業であった製靴と繊維は、第二次世界大戦でも妨げられなかった景気の後退期に入った。かくして州の経済は戦後の始まりとともに変化していくことになった。

## 経済の変化：製造業の衰退 1945年-1985年
第二次世界大戦はマサチューセッツの経済に大変革をもたらし、それが社会の変化に繋がっていった。戦後は軍事的にも実業に関連しても合衆国の利益に焦点をあてた世界経済を作り出した。国内経済は、連邦政府が防衛に焦点を当てた購買政策を採ったことで変化した。第二次世界大戦後にマサチューセッツは製造業からサービスとハイテクに基づく経済に変遷した。第二次世界大戦中に連邦政府は設備を作ってリースにし、戦後これを防衛産業に売り払った。この施設が防衛に特化した製品を創り出すことに焦点をあてた経済に貢献した。この形の経済は冷戦、ベトナム戦争および朝鮮戦争の結果として繁栄した。
その後の時代、政府の契約、私的投資および研究施設が近代産業を創り出すために貢献し、失業率を下げ、一人当たりの所得を増加させた。これら経済の変化が全て郊外化現象を促進し、同化され教育水準も上がった中流階級の労働者という新しい世代を作っていった。同時に郊外化現象と都心の荒廃は様々な社会集団の間に違いを生み民族間対立は新たな展開を生んだ。マサチューセッツの都市問題の指標であるボストンは民族間問題に至る多くの問題を経験した。都市中心にある問題は、人口の減少、中流階級の脱出、製造業の都市離れ、高失業率、税金の高騰、低い資産価値および民族集団間の競争であった。

## 現在の経済と社会 1985年-2007年
過去20年間のマサチューセッツは教育とハイテク産業の中心としての位置づけを固めてきた。全体として平均以上の教育体系と多くの上級大学によってこの地域は1990年代のハイテクに基づく経済の利点を生かしてきた。ホワイトカラーの仕事が増えてドーナツ化現象を促進した。マサチューセッツは1980年代に連邦政府に著名な人材を輩出した。例えば大統領候補として有力であったエドワード・ケネディ上院議員や下院議長のティップ・オニールである。この議会での影響力によってマサチューセッツは連邦高速道路の中央幹線/トンネル・プロジェクトに146億ドルの予算を確保できた。巷間に「ビッグ・ディッグ」として知られる当時認められた合衆国でも最大級のプロジェクトであった。都市計画のまずさで交通問題が発生していたものを解消すべく、1987年に承認され2005年に完工した。2004年時点で施工の悪さからトンネルで水漏れが発生した。マサチューセッツは施工業者に賠償を求めている。
2002年に土地の聖職者の中にカトリック教会の性的虐待事件が公にされた。この教区は子供に性的虐待を加えた聖職者を教区から教区に移すだけで虐待の事実を隠し続けたことも発覚した。この報道によって大司教のカーディナル・ローが辞任し、犠牲者には8,500万ドルの慰謝料を払うことになった。ボストンにはアイルランド系とイタリア系のカトリック人口が多いため、こんことは大きな関心を呼んだ。この教区は財政的問題に直面して多くの教会を閉鎖した。ある教会では教区民が教会で寝泊りして閉鎖に抗議している。
2003年11月18日、マサチューセッツ最高裁判所は州憲法の下で同性結婚の権利を否定できないとした。2004年2月4日、最高裁は判決をフォローして、同性結婚は憲法の下で容認されるものではなく、同性結婚の権利が憲法の保障範囲にあるとした。2004年5月17日、上の規則が有効となり、州内の何千ものゲイやレスビアンのカップルが結婚を始めた。同性結婚に反対する者は州が同性のカップルの結婚権を否定できる州憲法の改正を求めた。憲法の改正は州議会の2期に渡って承認され州全体の住民投票によって可決されなければならない。修正条項が通るかどうかは不明であるが、世論調査では同性結婚の法制化以来これを支持する声が増えているという。2005年5月15日、州民主党は同性結婚を承認する政治要綱を定めた。
近年、住宅費の高騰によってマサチューセッツから出て行く人が多く、人口は減少している。ボストン地区は合衆国の中でも3番目に住宅費の高い地域となっている。ここ数年で約19,000人の人口減が記録された。
2004年10月27日、アメリカ大リーグのボストン・レッドソックスは86年振りにワールドシリーズを制覇した。

## インディアン部族の現在
マサチューセッツが入植者に侵食されていくなか、インディアンたちはその数を減らしていった。現在アメリカ政府が公認し、保留地を持っている部族はワンパノアグ族だけである。一方、州政府がその存在を公認しているインディアン部族として、ワンパノアグ族の他にニプマク族がある。
この州にはワンパノアグ族を中心に、ニューイングランドのインディアン部族が結成する「ニューイングランド・アメリカインディアン連合」の本拠があり、この団体は白人入植を祝う祭典である「ピルグリムファーザーズの上陸記念感謝祭」にぶつけて同じ日に、「全米哀悼の日」のデモ抗議を毎年行っている。

### 研究書
- Brown, Richard D.  and Jack Tager. Massachusetts: A Concise History (2002), the most recent scholarly history
- Clark, Will L. ed., Western Massachusetts: A History, 1636?1925 (1926), history of towns and institutions
- Cumbler, John T. Reasonable Use: The People, the Environment, and the State, New England, 1790-1930 (2001), environmental history
- Formisano, Ronald P., and Constance K. Burns, eds. Boston, 1700-1980: The Evolution of Urban Politics (1984)
- Green, James R., William F. Hartford, and Tom Juravich. Commonwealth of Toil: Chapters in the History of Massachusetts Workers and Their Unions (1996)
- Hall, Donald. ed. The Encyclopedia of New England (2005)
- Hart, Albert Bushnell ed.Commonwealth History of Massachusetts, Colony, Province and State 5 Vol. (1927-30), in-depth history; politics and economy
- Langtry, Albert P. ed., Metropolitan Boston: A Modern History 4 vols. (1929).
- Wilkie, Richard W. and Jack Tager. Historical Atlas of Massachusetts (1991)
- Winsor, Justin ed., The Memorial History of Boston, Including Suffolk County, Massachusetts, 1630-1880 4 vols.
- WPA. Massachusetts: A Guide to Its Places and People. (1937), guide to every city and town

### 専門書

#### 1780年まで
- Adams, James Truslow. The Founding of New England (1921)
- Adams, James Truslow. Revolutionary New England, 1691-1776 (1923)
- Adams, James Truslow. New England in the Republic, 1776-1850 (1926)
- Andrews, Charles M. The Fathers of New England: A Chronicle of the Puritan Commonwealths (1919), short survey
- Axtell, James, ed. The American People in Colonial New England (1973), new social history
- Bailyn, Bernard. The Ordeal of Thomas Hutchinson (1975)
- Bailyn, Bernard. The New England Merchants in the Seventeenth Century (1970)
- Bremer, Francis J. John Winthrop: America's Forgotten Founding Father (2003)
- Brown, Robert E. Middle Class Democracy in Massachusetts, 1691-1789 (1955)
- Cronon, William. Changes in the Land: Indians, Colonists and the Ecology of New England (1983), environmental history
- Fischer, David Hackett. Paul Revere's Ride (1994), explains 1775 in depth
- Hart, Albert Bushnell ed.Commonwealth History of Massachusetts, Colony, Province and State Vol. 1 (1927), to 1689
- Hosmer, James Kendall ed. Winthrop's Journal, "History of New England," 1630-1649
- Karlsen, Carol F. The Devil in the Shape of a Woman: Witchcraft in Colonial New England (1998), new social history
- Labaree, Benjamin Woods. Colonial Massachusetts: A History (1979), scholarly overview
- Labaree, Benjamin W. The Boston Tea Party (1964)
- Lockridge, Kenneth A. A New England Town: The First Hundred Years: Dedham, Massachusetts, 1636-1736 (1985), new social history
- Miller, John C. Sam Adams: Pioneer in Propaganda (1936)
- Palfrey, John Gorham. History of New England vol 1 (1858), political narrative.
- Rutman, Darrett B. Winthrop's Boston: Portrait of a Puritan Town, 1630-1649 (1965)
- Taylor, Robert J. Western Massachusetts in the Revolution (1954)
- Vaughan, Alden T. New England Frontier: Puritans and Indians 1620-1675 (1995)
- Warden, G. B. Boston 1689-1776 (1970)
- Weeden, William. Economic and Social History of New England, 1620?1789 (1890)
- Zobel,  Hiller B. The Boston Massacre (1978)

#### 1780年-1900年
- Adams, James Truslow. New England in the Republic, 1776-1850 (1926)
- Banner,  James. To the Hartford Convention: The Federalists and the Origins of Party Politics in Massachusetts, 1789-1815 (1970)
- Baum, Dale. The Civil War Party System: The Case of Massachusetts, 1848-1876 (1984), new political history
- Blodgett, Geoffrey The Gentle Reformers: Massachusetts Democrats in the Cleveland Era (1966)
- Brooks, Van Wyck. The Flowering of New England, 1815-1865(1936), famous writers
- Clark, Christopher. The Roots of Rural Capitalism: Western Massachusetts, 1780?1860 (1990)
- Deutsch, Sarah. Women and the City: Gender, Space, and Power in Boston, 1870-1940 (2000)
- Dublin, Thomas. Women at Work: The Transformation of Work and Community in Lowell, Massachusetts, 1826-1860 (1993)
- Faler, Paul Gustaf. Mechanics and Manufacturers in the Early Industrial Revolution: Lynn, Massachusetts, 1780-1860 (1981)
- Formisano, Ronald P. The Transformation of Political Culture: Massachusetts Parties, 1790s-1840s (1983), new political history
- Goodman, Paul. The Democratic-Republicans of Massachusetts (1964)
- Green, James R., William F. Hartford, and Tom Juravich. Commonwealth of Toil: Chapters in the History of Massachusetts Workers and Their Unions (1996)
- Gutman, Herbert. The New England Working Class and the New Labor History (1987)
- Handlin, Oscar and Mary Flug Handlin. Commonwealth: A Study of the Role of Government in the American Economy: Massachusetts, 1774-1861 (1947), influential study
- Handlin, Oscar. Boston's Immigrants: A Study in Acculturation (1941), social history to 1865
- Morison, Samuel Eliot. The Maritime History of Massachusetts, 1783-1860 (1921)
- Nelson, William. Americanization of the Common Law: The Impact of Legal Change on Massachusetts Society, 1760?1830 (1994)
- Peters Jr., Ronald M. The Massachusetts Constitution of 1780: A Social Compact (1978)
- Porter, Susan L. Women of the Commonwealth: Work, Family, and Social Change in Nineteenth-Century Massachusetts  (1996)
- Prude, Jonathan. The Coming of Industrial Order: A Study of Town and Factory Life In Rural Massachusetts, 1813?1860 (1983)
- Rosenkrantz, Barbara. Public Health and the State: Changing Views in Massachusetts, 1842?1936 (1972),
- Story, Ronald. The Forging of an Aristocracy: Harvard and the Boston Upper Class, 1800-1870 (1980).
- Szatmary, David. Shays' Rebellion: The Making of an Agrarian Insurrection (1980);
- Tager, Jack, and John W. Ifkovic, eds. Massachusetts in the Gilded Age: Selected Essays (1985), essays on ethnic groups
- Wilson, Harold Fisher. The Hill Country of Northern New England: Its Social and Economic History, 1790?1930(1967)
- Trace And Will. "History Of Massachusetts." 2007.

#### 1900年-2006年
- Abrams, Richard M. Conservatism in a Progressive Era: Massachusetts Politics, 1900-1912 (1964)
- Black, John D. The rural economy of New England: a regional study (1950[リンク切れ]
- Blewett, Mary H. The Last Generation: Work and Life in the Textile Mills of Lowell, Massachusetts, 1910-1960  (1990)
- Brewer, Daniel Chauncey. Conquest of New England by the Immigrant (1926)
- Conforti, Joseph A.  Imagining New England: Explorations of Regional Identity from the Pilgrims to the Mid-Twentieth Century (2001)
- Deutsch, Sarah. Women and the City: Gender, Space, and Power in Boston, 1870-1940 (2000)
- Freeland, Richard M. Academia's Golden Age: Universities in Massachusetts, 1945-1970 (1992)
- Green, James R., William F. Hartford, and Tom Juravich. Commonwealth of Toil: Chapters in the History of Massachusetts Workers and Their Unions (1996)
- Gutman, Herbert. The New England Working Class and the New Labor History (1987)
- Huthmacher, J. Joseph. Massachusetts People and Politics, 1919-1933 (1958)
- Kane, Paula M. Separatism and Subculture: Boston Catholicism, 1900-1920 (1994)
- Lazerson, Marvin, Origins of the Urban School: Public Education in Massachusetts, 1870-1915 (1971)
- Litt, Edgar. The Political Cultures of Massachusetts (1965).
- Lockard, Duane. New England State Politics (1959), covers 1945-58
- Peirce, Neal R. The New England States: People, Politics, and Power in the Six New England States (1976), in-depth coverage of the 1958-75 era
- Stack Jr., John F. International Conflict in an American City: Boston's Irish, Italians, and Jews, 1935-1944 (1979).
- Trout, Charles. Boston, The Great Depression and the New Deal (1977)
- White, William Allen. A Puritan in Babylon: The Story of Calvin Coolidge (1938)
- Whitehill,  Walter Muir. Boston in the Age of John Fitzgerald Kennedy (1966)
- WPA. Massachusetts: A Guide to Its Places and People. (1937), guide to every city and town
- Zimmerman, Joseph F. The New England Town Meeting: Democracy in Action (1999)

### 原資料
- Online sources, via digitalbookindex.com
- Bradford William. History of Plymouth Plantation  Edited by Worthington C. Ford. 2 vols. Boston, 1912. online excerpts
- Dwight, Timothy. Travels Through New England and New York (circa 1800) 4 vol. (1969) Online at: vol 1; vol 2[リンク切れ]; vol 3[リンク切れ];  vol 4[リンク切れ]
- 1837 descriptions of Massachusetts cities, towns, mountains, lakes, and rivers, from Hayward's New England Gazetteer.
- McPhetres, S. A. A political manual for the campaign of 1868, for use in the New England states, containing the population and latest election returns of every town (1868)
- Taylor, Robert J. ed. Massachusetts, Colony to Commonwealth: Documents on the Formation of the Constitution, 1775-1780 (1961)
- Wood, William (ed by Alden T. Vaughan). New England's Prospect (1634), the earliest long description of natural history and Indians